# La mujer del Vendaval
La mujer del Vendaval – meksykańska telenowela z 2012 r., w reżyserii Camila Hernándeza, na podstawie scenariusza Mauricia Rodrígueza i Patricii Reyes Spíndoli. Jest to remake wenezuelskiej telenoweli Un esposo para Estela produkowany i emitowany przez Venevisión w 2009 roku.

## Obsada
- Ariadne Díaz jako Marcela Morales
- José Ron jako Alessandro Casteló
- Chantal Andere jako Octavia Cotilla
- Alfredo Adame jako Luciano Casteló
- María Marcela jako Silvana Berrocal
- Blanca Soto jako Mariana Berrocal\Fernanda Ferreira
- Manuel "Flaco" Ibáñez jako Timoteo Quiñonez
- Agustín Arana jako Emiliano Ferreira
- Florencia de Saracho jako María Laura Morales
- Michelle Renaud jako Alba María Morales
- Patricio Borghetti jako Cristian Serratos
- Javier Jattin jako Camilo Preciado
- Magda Karina jako Sagrario Aldama